# 徐百川 (諸城人)
徐百川（1874年—1955年1月4日），男，山东诸城人，中华民国政治人物。民國37年（1948年）在哈爾濱市選區當選第一屆立法委員。

## 生平
- 青島德華學院畢業
- 中東護路軍總司令部少校參謀
- 哈爾濱警察廳第一署署長兼督察長
- 大公產物保險公司董事長
- 哈爾濱市商會董事長
- 民國44年1月4日病故[3]